# Ziegenberg (Thüringen)
Der Ziegenberg ist der 496,6 m ü. NHN hohe, äußerste Ostausläufer der Barigauer Höhe (664,6 m) im Thüringer Schiefergebirge nordwestlich von Sitzendorf im Landkreis Saalfeld-Rudolstadt.
Der Berg entstand durch die kluftgesteuerten Talerosionen, durch die in großflächig homogenem Gestein vereinzelt Kuppen herausgeschnitten wurden (z. B. in ordovizischen Phycodenschiefern und Quarziten des Schwarza-Sormitz-Gebietes).

Seine Südwestflanke wird vom Hädderbach, seine Südostflanke von der Schwarza und seine Nordostflanke vom Blambach begrenzt. Nach Westen bis Nordwesten steigt hingegen die Landschaft schon bald nach dem Gipfel deutlich an.